# Miuzela e Porto de Ovelha
Miuzela e Porto de Ovelha (llamada oficialmente União das Freguesias de Miuzela e Porto de Ovelha) es una freguesia portuguesa del municipio de Almeida, distrito de Guarda.

## Historia
Fue creada el 28 de enero de 2013 en aplicación de una resolución de la Asamblea de la República de Portugal promulgada el 16 de enero de 2013 con la unión de las freguesias de Miuzela y Porto de Ovelha, pasando su sede a estar situada en la antigua freguesia de Miuzela.

## Demografía
| Gráfica de evolución demográfica de Miuzela e Porto de Ovelha entre 2011 y 2021 |
|                                                                                 |
| Datos según el nomenclátor publicado por el INE portugués.                      |